# Fromundus pygmaeus
Fromundus pygmaeus är en insektsart som först beskrevs av William Sweetland Dallas 1851.  Fromundus pygmaeus ingår i släktet Fromundus och familjen taggbeningar. Inga underarter finns listade i Catalogue of Life.